# Wells Fargo Place
La Wells Fargo Place est un gratte-ciel de 144 mètres de hauteur construit de 1985 à 1987 à Saint Paul dans le Minnesota au nord des États-Unis. Il abrite des bureaux sur 37 étages.
L'immeuble a été conçu par les agences d'architecture WZMH Architects et Winsor/Faricy Architects, Inc.
C'est en 2025 l'un plus haut gratte-ciel de Saint Paul.
L'immeuble est relié par plusieurs passerelles aériennes aux immeubles voisins.